# Howard Phillips Lovecraft
Howard Phillips Lovecraft (Providence, 1890. augusztus 20. – Providence, 1937. március 15.) amerikai író, költő, publicista.
Leginkább egyedi hangulatú horror novelláiról vált ismertté, amelyek a saját maga által teremtett mitikus világban játszódnak. Novelláiban és azok hangulatában Edgar Allan Poe-t követi, de a saját maga által kreált mítoszával teljesen új távlatokat nyit.
Műveire jellemző a borzongás, az ismeretlen iszonyattal való szembesülés, ahol a történet főhőse előtt csak egy pillanatra vagy egyáltalán nem lebben fel a boldog tudatlanság fátyla. Történeteinek egyedi hangulatát a végig ott lappangó sejtés és bizonytalanság, a szenvtelen, ember előtti hatalmakkal való találkozás adja meg.

## Élete

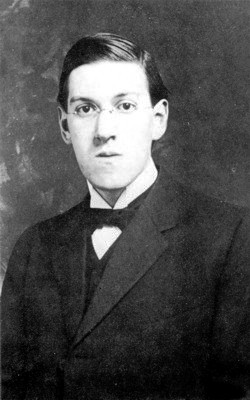
Lovecraft 1915-ben

Miután az apja 1893-ban megőrült, a család a nagyapja házába költözött, ahol az író is született. Nagyapja 2000 kötetes könyvtára ismertette meg az olvasás szeretetével. Miután a nagyapja meghalt, a házat eladták és a család egy másikat bérelt.
Lovecraft 1905-ben a Hope Street High Schoolba iratkozott, de gyenge egészségi állapota miatt képtelen volt elvégezni. Publikálni kezdett a Providence Journalben, a Scientific Americanben, az Evening Tribune-ben és Gleanerben. 1924-ben New Yorkba költözött és elvette feleségül Sonia Haft Greene-t. Házasságuk sikertelen lett, így 1926 áprilisában visszatért Providence-be, ahol a nagynénjével élt. Az 1926 és 1933 közötti időszak az egyik legtermékenyebb volt Lovecraft számára. Ekkor írta legnépszerűbb műveit, mint például a Cthulhu hívása, Pickman modellje és a Rémület Dunwichben. Művei főként a Weird Tales magazinban jelentek meg. 1933-ban egy másik házba költözött egy másik nagynénjével. 1937. március 15-én halt meg rákban. Providence-ben, a Swan Point temetőben helyezték örök nyugalomra. Négy évtizeddel később emeltek sírkövet rajongói „Én vagyok a gondviselés” ("I AM PROVIDENCE") felirattal.
Műveinek nagy része csak halála után látott napvilágot, és amit még életében publikált, az sem aratott sikert. Legalább tizenhárom írói álnevéről tudunk. Fordulópontot az 1926-os év jelentett, amikor megismerkedik August Derlethel, akinek szerepe kimagasló Lovecraft műveinek népszerűsítésében.

## Öreg istenek

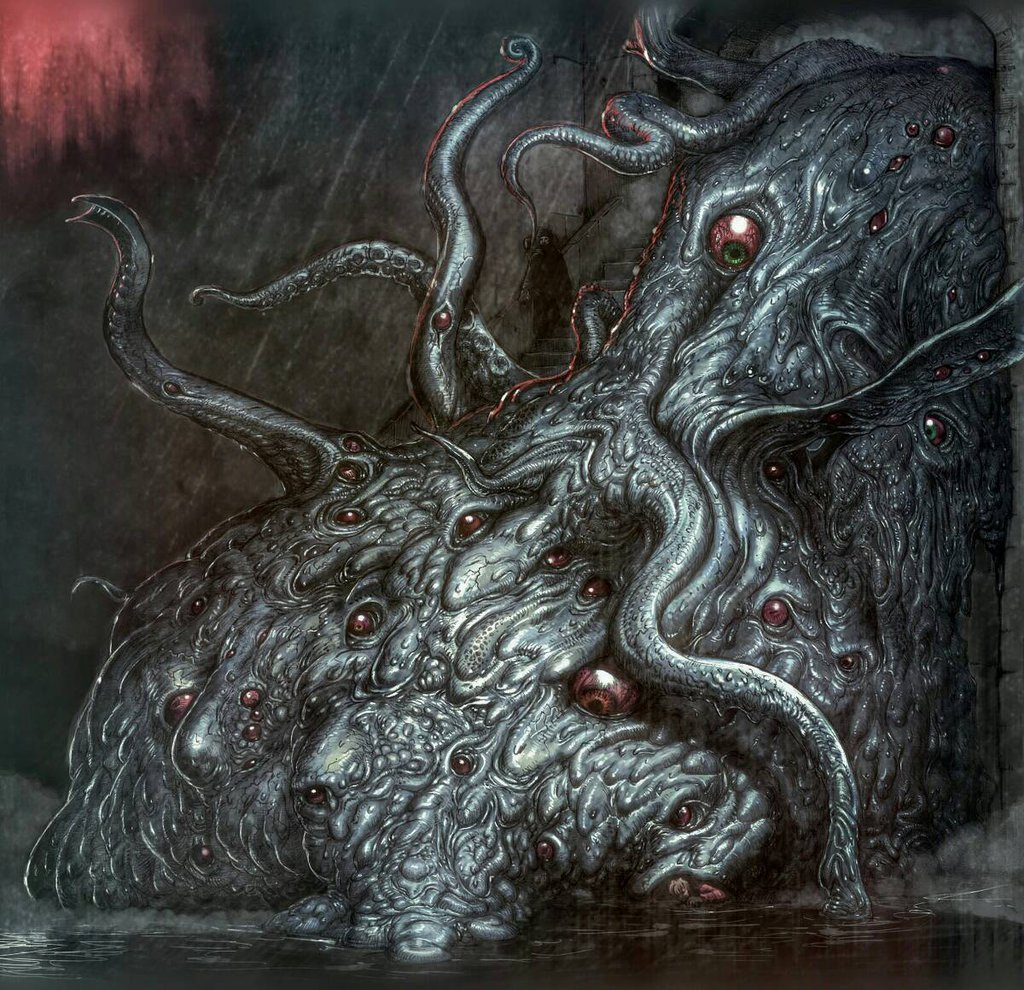
Shoggoth, egy rajongó ábrázolásában

Műveinek túlnyomó része arra épül, hogy a Földet ősi istenek, a Nagy Öregek uralták évmilliókkal az ember előtt. Ezek a szörnyistenségek kénytelenek voltak elhagyni a bolygót, csupán egy-két társukat hagyva hátra. Ilyen például Cthulhu, aki az óceánok mélyén alussza végtelen álmát.
A mítosz szerint ezek az istenségek vissza akarnak térni és csak a megfelelő pillanatra várnak. Ehhez vagy a csillagok megfelelő együttállása vagy egy dimenziókapu szükséges. A novellák főhősei sokszor ezekkel a helyzetekkel szembesülnek. Vagy ők akadályozzák meg ennek bekövetkeztét vagy tudatlanul majdnem ők idéznek elő katasztrófát.
A Nagy Öregek visszatérése a világ és az emberiség egyöntetű pusztulásához vezetne, csupán káoszt hagyva maga után. Köztük meg kell említeni néhány fontosabbat: Azathoth, Yog-Sothoth, Nyarlathotep (Aki a Más istenek hírnöke), Shoggoth és Shub-Niggurath.
Az ősi istenek kultusza nyomokban megtalálható a világban. Utalhatnak rájuk tárgyak, helyek illetve tisztelhetik őket emberek, emberszerű lények. Ilyen Innsmouth népe az Árnyék Innsmouth fölött című novellában.

### Necronomicon

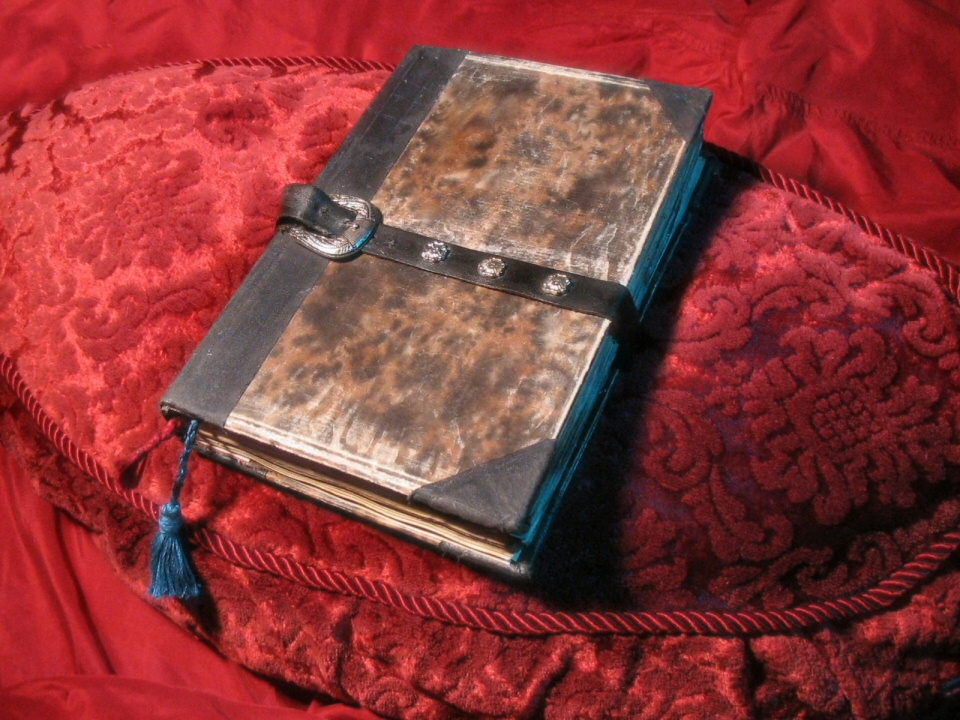
Egy lelkes rajongó által készített Necronomicon utánzat

Lovecraft misztikus világának fontos építőelemei bizonyos, az író által elképzelt kultikus tárgyak is. Ezek leghíresebbike a Necronomicon, a Halott Nevek Könyve, egy grimoár, amelyet Lovecraft szerint Abdul Alhazred, az őrült arab írt Damaszkuszban, 738-ban, s eredeti címe Al-Azif, ahol az arab kifejezés bizonyos éjszakai hangokra utal, amelyeket rovarok hallatnak. Régen ezt a démonok üvöltésének tartották. A könyv címének több jelentése lehetséges, Lovecraft kutatói vitatják, melyik a helytálló. Legelfogadottabb a Halott Nevek Könyve (Book of the Names of the Dead), de fordítható a Holtak Országának Kalauzaként is (Guide Book to the Regions of the Dead). A Necronomicon görögből, valószínűleg tévesen alkotott szó, mert szó szerinti fordítása: Halott törvények könyve. A mű természetesen kizárólag Lovecraft fantáziájának terméke, ahogy egy levelében írja: Alhazred alakját  ötéves  korában találta ki, az Ezeregyéjszaka meséinek hatására, s a később önálló kötet formájában 1973-ban megjelent Necronomicon is Lovecraft műve. A kötetben megtalálható minden, ami az író munkáiban gyakran előforduló „Nagy Öregek" kultuszával kapcsolatos. A könyvre Lovecraft novellái sokszor utalnak, de ritkábban tűnik fel. Először a Randolph Carter vallomása c. novellában olvashatunk róla, de még megnevezés nélkül. A Necronomicon legalább tizennyolc történetben szerepel. Részletes tartalma mindig homályban marad, csak idézeteket ismerhet meg az olvasó. A Necronomicon mellett Lovecraft számos hasonló könyvet bemutat novelláiban, ilyen például a Pnakotikus kéziratok, Dzyan könyve vagy a R'lyeh-i szöveg, amelyek szintén az író fantáziájának termékei.

## Művei

### Novelláinak csoportosítása
A saját novellái alapvetően három nagy csoportba sorolhatóak.
- Rémtörténetek: Lovecraft ezen művei a horror műfaj pszichológiai vonatkozását ragadják meg – az író finoman játszik az idegeinkkel egészen addig míg azok majdnem elpattannak. Ezt a műfajt olyan nevek fémjelzik, mint Mary Shelley, Oscar Wilde, Ambrose Bierce vagy Edgar Allan Poe. Ismertebb művek: Árnyék az időn túlról; Az őrület hegyei stb.
- A melankolikus hangulatú, szépséggel és elvágyódással kapcsolatos novellák. Ismeretlen tájakon, álmok játszódnak, ahol a fantázia keveredik a valósággal. Jellemző rájuk a küldetéstudat és az elérhetetlen keresése. Ismertebb művek: A fehér hajó, a Celephais vagy a Zarándokút Kadathba stb.
- A sci-fi jellegű novellák: Eryx falai közt vagy a Szín az űrből stb.

### Magyarul megjelent művei
A 90-es években és utána a fantasy kiadóknál népszerű lett a Lovecraft fordítások kiadása. Ez egyrészt azon oknál fogva történt, hogy ezen kiadók profiljába tartoztak az író művei, másrészt a rendszerváltás utáni új kiadóknál érzékeny pont volt a rendelkezésre álló költségkeret, és mivel Lovecraft műveinek jogdíj kötelezettsége 1986-ban lejárt, így szabadon fordíthatóak voltak.
- Cthulhu hívása (Móra Könyvkiadó, 1992, ISBN 963-11-7031-4)
- Cthulhu hívása (Valhalla Páholy, 1993, ISBN 963-7632-17-4)
- Eryx falai között (Dávid Könyvkiadó, 1995, ISBN 963-85414-0-7)
- Zarándokút Kadathba (Móra Könyvkiadó, 1995, ISBN 963 117320 8)
- Árnyék az időn túlról (Lazi Könyvkiadó, 1998, ISBN 963-85851-5-3)
- Az árnyak borzalma (Lazi Könyvkiadó, 1998,	ISBN 963-85929-1-5)
- Az őrület hegyei (Lazi Könyvkiadó, 1998, ISBN 963-85851-2-9)
- Sötét testvériség (Lazi Könyvkiadó, 1999, ISBN 963-85929-7-4)
- Holdárnyékban (Valhalla Páholy, 1999, ISBN 963-9039-36-5)
- Az álom fala mögött (Lazi Könyvkiadó, 2000, ISBN 963-9227-23-4)
- Árnyak a kapu előtt (Lazi Könyvkiadó, 2001, ISBN 963-9227-59-5)
- A suttogó Cthulhu (Valhalla Páholy, 2001, ISBN 963-9238-41-4)
- Howard Phillips Lovecraft: Összes művei I. kötet (Szukits Könyvkiadó, 2001, ISBN 963 93934 28)
- Howard Phillips Lovecraft: Összes művei II. kötet (Szukits Könyvkiadó, 2003, ISBN 963-497-010-9)
- Howard Phillips Lovecraft: Összes művei III. kötet (Szukits Könyvkiadó, 2005, ISBN 963-497-061-3)
- Howard Phillips Lovecraft legjobb művei (Szukits Könyvkiadó, 2011, ISBN 978-963-497-215-0)
- Onnan túlról (Helikon, 2019, ISBN 978-963-227-557-4)
- Árnyék Innsmouth fölött (Helikon, 2020, ISBN 978-963-479-399-1)

## Kulturális hatása

### A szerepjáték
Lovecraft műveinek világából Cthulhu hívása (Call of Cthulhu) címmel szerepjáték is készült a Chaosium Inc. gondozásában, melynek szerzői Sandy Petersen és Lynn Willis.
A játék során a játékosok átlagembereket (úgynevezett nyomozókat) testesítenek meg, akik kapcsolatba kerülnek a Cthulhu-mítosszal. Feladatuk a rejtélyek kivizsgálása és a világunkra leselkedő katasztrófák megakadályozása. A játék folyamán – Lovecraft műveihez hasonlóan – a nyomozók nem nyernek általános elismerést, azonban a Mítosz borzalmaival való szembesülés, a Földünk kiszolgáltatottságára való eszmélés elméjük épségét sodorhatja veszélybe. Mindezt a játék többszörösen díjnyertes rendszere igen valósághűen és szemléletesen modellezi.

### Filmadaptációk
- The Haunted Palace (1963)
- Gonosz halott  (1981)
- A dolog  (1982)
- Re-Animator (1985)
- From Beyond (1986)
- Evil Dead – Gonosz halott 2. (1987)
- Bride of Re-Animator (1990)
- Cast a Deadly Spell – Halálos igézet (1991)
- The Resurrected (1992)
- A sötétség serege (1992)
- A feltámasztott (1992)
- Necronomicon (1993)
- Az őrület torkában (1995)
- Dagon (2001)
- The Thing on the Doorstep (2003)
- Beyond the wall of sleeep (2004)
- Beyond Re-Animator (2003)
- The Subject (2006)
- Dunwich (2006)
- Dark Paradox (2007)
- Colour from the dark (2008)
- Cthulhu (2007)
- House of Black Wings (2010)
- The Whisperer in Darkness (2011)
- Color Out of Space (2019)
- A Haiyore! Nyaruko-san című anime-, manga-, light novel sorozatokban is szerepelnek Howard Phillips Lovecraft kitalált lényei, mítosza, melyek a főbb, és mellékkarakterek személyében jelennek meg átdolgozva, „japánosítva”
- A Bungo Stray Dogs sorozatban személyesen is megjelenik Lovecraft, különleges képessége pedig a maga által kitalált Ős csápjainak használata.

### Zenei feldolgozások
Lovecraft hatása főként a rockzenei közegben fellelhető. Egy zenekar egyenesen H.P.Lovecraft-nak nevezte el magát, bár a 70-es években a nevüket Lovecraft-ra, majd Love Craft-ra cserélték. Két albumuk jelent meg, a H.P.Lovecraft (1967), 1968-ban a H.P.Lovecraft II. (1968), olyan dalokkal, mint a The White Ship vagy az At the Mountains of Madness. A Metallica Ride the Lightning (1984) c. albumán a The Call of Ktulu c. instrumentális dal, míg a Master of Puppets (1986) lemezükön pedig a The Thing That Should Not Be c. dal inspirációja ered az írótól.
Lovecraft a hazai zenekaroknál is népszerű, de talán a sludge metált játszó Grizzly zenekarnál köszön vissza a legtöbb dalban. Lemezeikre több dal is került, aminek szövegét Lovecraft novellák ihlették, pl. a The Statement, amit a Randolph Carter vallomása inspirált, vagy a Silver Key és a Beyond The Gates Of The Silver Key c. dalaik is ilyenek.
Az Iron Maiden Live After Death (1985) lemezborítója, Marillion együttes Grendel című dala a, Cradle of Filth együttes Cthulhu Dawn című dala.

### Videojátékok
- The Hound of Shadow (1989) Lovecraft műveiből táplálkozik, és történelmi elemeket is tartalmaz.
- Alone in the Dark(1992) Lovecrafti elemeket és utalásokat tartalmaz.
- Shadow of the Comet(1993) Lovecraft műveiből táplálkozik pl.(Rémület Dunwichben,Árnyék Innsmouth fölött)
- Prisoner of Ice (1995) Lovecraft munkáján alapul. műveiből táplálkozik pl.(Az őrület hegyei)
- Call of Cthulhu: Dark Corners of the Earth (2005) Árnyék Innsmouth fölött című novellájának újragondolása.
- Amnesia: The Dark Descent(2010) Erősen inspirálta Lovecraftian horror, a látványtervezés és a világ is.
- Call of Cthulhu: The Wasted Land (2012) Lovecraft műveiből táplálkozik pl.(Cthulhu hívása,Herbert West–Reanimator)
- The Last Door(2013-2016) Egy point-and-click kalandjáték, amely a lovecrafti horrort ötvözi a gótikus horrorral.
- Bloodborne(2015) Játék számos lovecrafti és kozmikus horror témát tartalmaz.
- Edge of Nowhere(2016) Lovecraft műveiből táplálkozik pl.(Az őrület hegyei)
- Call of Cthulhu(2018) Lovecraft műveiből táplálkozik pl.(Cthulhu hívása)
- The Sinking City(2019) Lovecraft műveiből táplálkozik pl.(Árnyék Innsmouth fölött,A "Tények a késő Arthur Jermynről és családjáról" )
- The Shore(2021) Játék számos lovecrafti és kozmikus horror témát tartalmaz.
- Arkham Horror: Mother's Embrace (2021) A társasjáték-franchise ihlette, és körökre osztott harcokkal teli nyomozójáték, a H.P. Lovecraft kultikus univerzumában elhelyezve.